# Gulmaskad barbett
Gulmaskad barbett (Trachylaemus purpuratus) är en fågel i familjen afrikanska barbetter inom ordningen hackspettartade fåglar.

## Utbredning och systematik
Gulmaskad barbett delas in i två underarter med följande utbredning:
- Trachylaemus purpuratus purpuratus – förekommer i sydöstra Nigeria, Centralafrikanska republiken, norra Angola och centrala Kongo-Kinshasa
- Trachylaemus purpuratus elgonensis – förekommer i södra Sudan, östra Demokratiska republiken Kongo, i öster till västra Kenya

Tidigare inkluderades guineabarbetten (T. goffini) i arten.

## Status och hot
Arten har ett stort utbredningsområde, men tros minska i antal, dock inte tillräckligt kraftigt för att den ska betraktas som hotad. Internationella naturvårdsunionen IUCN listar arten som livskraftig (LC).